# Anelaphus bupalpus
Anelaphus bupalpus es una especie de escarabajo longicornio del género Anelaphus, categorizada en la tribu Elaphidiini, de la subfamilia Cerambycinae.
Mide 11-14 mm de longitud. El período de vuelo para ejemplares adultos se presenta durante el mes de julio.
Algunos ejemplares se exhíben en varios musesos de México y los Estados Unidos, entre ellos, en el Essig Museum of Entomology y la Academia de Ciencias de California.

## Taxonomía
Se atribuye su descripción al entomólogo de origen americano John Andrew Chemsak, quien la citó por primera vez en 1991. La especie aparece registrada en la sección New Mexican and Central American Elaphidiini (Coleoptera: Cerambycidae) de Anales del Instituto de Biología de la Universidad Nacional Autónoma de México, 62 (3): 469–480, publicada por Chemsak John, A. en 1991.

## Distribución
Se distribuye por América del Norte, en México. Varios ejemplares se han encontrado en San Patricio - Melaque, en el estado de Jalisco.